# Molí de la Roureda
El Molí de la Roureda és un antic molí fariner a Torrefeta, al municipi de Torrefeta i Florejacs (Segarra) inclosa a l'Inventari del Patrimoni Arquitectònic de Catalunya. És un molí d'aigua a la riba del torrent de l'Oró, construït probablement al segle xviii i transformat al xix. Al costat del molí hi havia una bassa que als anys seixanta del segle xx va ser omplerta de terra per al seu conreu.

## Descripció
És un edifici de quatre façanes i tres plantes. Té diverses construccions adjuntes. A la façana nord, hi ha l'entrada principal a l'immoble, entrada rectangular amb llinda de pedra i porta metàl·lica. A la llinda hi posa la data de 1829. A la seva esquerra hi ha una finestra. A la planta següent hi ha una finestra. A la darrera planta hi ha dues finestres.
A la façana est, hi ha una petita obertura a la planta baixa, a la planta següent hi ha una porta balconera, però sense balcó. A la façana sud, hi ha un edifici adjunt a la façana. A la part dreta hi ha un balcó interior amb barana de ferro que dona al darrer pis. A la part esquerra, hi ha una petita terrassa amb barana de ferro, i una porta d'accés que hi dona. Més a l'esquerra hi ha dues finestres al darrer pis. A la façana oest, hi ha una finestra que dona al darrer pis, a la planta baixa, hi ha un petit edifici adjunt a la façana. La coberta és de dos vessants (nord-sud), acabada amb teules.
Hi ha un edifici adjunt a la façana sud de dues plantes. A la façana est, té una entrada amb porta de fusta a la planta baixa, i la planta següent, hi ha una finestra. A la façana sud, té un edifici semicircular adjunt. A la façana oest, té un balcó amb barana de ferro a la segona planta. La coberta és d'una sola vessant (sud), acabada amb teules. L'edifici annex a la façana oest, té una sola planta, i estava destinat com a galliner. La coberta és d'una sola vessant.
Davant de la façana nord de l'edifici principal, hi ha un pou. Davant de la façana oest de la casa, hi ha un altre edifici de grans dimensions, que segurament era destinat a quadra o paller. Té una gran entrada orientada a l'oest(al camí). A uns 10 metres de la façana sud, hi ha un mur on encara es conserva una entrada amb arc rebaixat, que dona amb una petita era que es troba on hi ha el galliner adjunt a la façana oest de la casa. Uns 30 metres més al sud, hi ha un altre edifici, d'una planta i quatre façanes. A la façana est, hi ha l'entrada amb arc rebaixat de mig punt, i porta de fusta de doble batent. A la seva esquerra hi ha una finestra. A la façana sud hi ha una finestra. A la façana nord, hi ha un petit cobert afegit a la façana. I a la façana oest no hi ha cap obertura. La coberta és d'un vessant (oest).